# Partido Comunista de Checoslovaquia
El Partido Comunista de Checoslovaquia (checo y eslovaco: Komunistická strana Československa, KSČ) fue un partido político de Checoslovaquia que existió entre 1921 y 1992, excepto el período que duró la ocupación alemana. Gobernó el país desde 1948 hasta 1989, durante el régimen comunista apoyado por la Unión Soviética. Debido a la Ley sobre la ilegalidad del régimen comunista y la resistencia contra él, aprobada en 1993 en la República Checa, el KSČ fue ilegalizado. 
Tras su desaparición y la desmembración de Checoslovaquia, fue sucedido por el Partido Comunista de Bohemia y Moravia (KSČM) en la República Checa y el Partido Comunista de Eslovaquia (KSS) en Eslovaquia.

## Historia

### 1921-1945
El Partido Comunista de Checoslovaquia fue fundado en el Congreso del Partido Socialdemócrata Checoslovaco (Izquierda), celebrado en Praga entre el 14 y el 16 de mayo de 1921. El diario Rudé právo, previamente órgano del ala izquierda de los socialdemócratas, se convirtió en el principal órgano del nuevo Partido. El KSČ fue uno de los aproximadamente 20 partidos políticos que compitieron en las elecciones de la Checoslovaquia de preguerra (también conocida como la Primera República Checoslovaca), aunque nunca participó en el gobierno. 
El líder del Partido a partir de 1929, Klement Gottwald, se convirtió en muy conocido por su discurso en el Parlamento checoslovaco, revelando los objetivos del Partido: «Somos el partido del proletariado checo y nuestra central es realmente Moscú. Vamos a Moscú a aprender, ¿saben por qué? Vamos a aprender de los bolcheviques rusos cómo aplastar sus cuellos. Y saben que los bolcheviques rusos son maestros en eso… ¡No se reirán nunca más!». Pese a la consternación de los parlamentarios, solo poca gente realmente esperaba lo que el Partido iba a conseguir en las siguientes décadas [cita requerida]. 
El KSČ era la sección checoslovaca de la Internacional Comunista. En 1928 era la segunda sección más grande de la Internacional, con una militancia estimada en alrededor de 138.000 afiliados. más que la membresía del  Partido Comunista Francés y cerca de cinco veces la membresía del  Partido Comunista de China. Tras los Acuerdos de Múnich, en octubre de 1938 el KSČ fue prohibido por las autoridades checoslovacas, pero continuó existiendo en la clandestinidad.

Bandera del KSČ.

Durante la Segunda Guerra Mundial, numerosos dirigentes del KSČ se exiliaron en la Unión Soviética, donde prepararon la creciente base de poder que ganaron una vez la guerra concluyó. En los comienzos del periodo de posguerra, los comunistas checoslovacos lanzaron un calculado giro que culminó en la toma del poder en 1948. Una vez en el poder, el KSČ desarrolló una estructura organizativa y una política estrechamente vinculada a la del Partido Comunista de la Unión Soviética (PCUS).

### 1945-1969
El KSČ permanecía en el gobierno de coalición establecido junto a socialdemócratas, democristianos y liberales desde 1945. Después de la guerra la membresía del partido creció, teniendo 1 millón de militantes al momento de las elecciones de 1946.
Tras el Golpe de Praga de febrero de 1948, cuando las elecciones libres y otras libertades democráticas fueron abolidas en la práctica, el poder pasó formalmente al Frente Nacional, una coalición en la cual el KSČ tenía dos tercios de los escaños con el tercio remanente compartido entre otros cinco partidos políticos. Sin embargo, el KSČ tuvo un monopolio absoluto del poder político de facto, y los otros partidos del Frente Nacional no dejaron de ser poco más que auxiliares. Incluso la estructura gubernamental de Checoslovaquia primaba las decisiones políticas que se tomaban dentro del KSČ. Esto se conseguía colocando a los dirigentes del Partido en todas las posiciones clave del gobierno. 
Una disputa estalló pronto entre el primer ministro, Klement Gottwald, y el Secretario General del Partido, Rudolf Slánský, sobre el nivel de aplicación del modelo soviético en Checoslovaquia. En 1951, Slánský y otros altos dirigentes comunistas fueron arrestados y acusados de participar en una conspiración trotskista-titoísta-sionista. Fueron sometidos a un juicio y en 1952 (los Juicios de Praga) Slansky y otros diez acusados fueron ejecutados. 
A principios de la década de 1960 la República Socialista de Checoslovaquia pasó a un estancamiento económico, y en 1968, la dirección fue tomada por los reformistas liderados por Alexander Dubček. Comenzó un periodo de liberalización política conocida como la Primavera de Praga, en la cual intentaron desarrollar un socialismo con rostro humano. Este proceso alarmó a la URSS, y el 20 de agosto de 1968 las tropas del Pacto de Varsovia (salvo Rumanía), invocando la Doctrina Brézhnev, llevaron a cabo la invasión de Checoslovaquia por el Pacto de Varsovia, dando por terminado el mismo.

### 1969-1992

Escudo de la República Socialista de Checoslovaquia.

En abril de 1969, Dubcek perdió la Secretaría General (fue reemplazado por Gústav Husák) y en 1970 fue expulsado del KSČ. Durante el periodo siguiente, conocido como normalización, Husák gobernó con éxito a través de lo que esencialmente fue una coalición entre las facciones moderada y conservadora de la dirección del Partido. Estas dos principales corrientes eran:
Moderados o pragmáticos
Los moderados o pragmáticos estaban representados por Gustáv Husák, que lideraba el ala neoestalinista de la dirección del KSČ. Como moderado, estaba continuamente presionado por los conservadores como Vasiľ Biľak. Relevante dirigente del KSČ en Eslovaquia de 1943 a 1950, fue detenido en 1951 y sentenciado a tres años –más tarde a cadena perpetua- por nacionalismo burgués durante las purgas estalinistas de la época. Liberado en 1960 y rehabilitado en 1963, rechazó cualquier cargo en el régimen de Antonín Novotný. Tras la caída de Novotný fue nombrado vice primer ministro durante la Primavera de Praga. Tras la dimisión de Dubcek fue nombrado Primer Secretario del KSČ en abril de 1969 y Presidente de la República en julio de 1975. Sobre todo, Husák era un superviviente que aprendió a acomodarse a las poderosas fuerzas políticas que le rodeaban, y que denunció a Dubcék después 1969. 
Otros relevantes moderados / pragmáticos que estaban en el poder en 1987 eran:
- Lubomír Štrougal, primer ministro de Checoslovaquia.
- Peter Colotka, primer ministro de la República Socialista Eslovaca.
- Jozef Lenárt, Primer Secretario del KSČ en Eslovaquia.
- Josef Kempný, presidente del Consejo Nacional Checo.

Estos dirigentes generalmente apoyaron las reformas aprobadas por Dubček a finales de la década de 1960 pero consiguieron hacer la transición al campo de los ortodoxos tras la invasión soviética y la caída de Dubcek del poder. Por ello, adoptaron una posición más flexible sobre las reformas económicas y la actividad disidente.
Opuestos a los moderados estaban los llamados conservadores o duros
- Vasiľ Biľak, dirigente ucraniano de Eslovaquia, miembro del Presidium desde 1968 y Presidente de la Comisión Ideológica del KSČ.
- Karel Hoffman, Secretario del Comité Central y miembro del Presidium.
- Antonín Kapek, miembro del Presidium.
- Jan Fojtík, Secretario.
- Alois Indra, miembro del Presidium y Presidente de la Asamblea Federal de Checoslovaquia.
- Miloš Jakeš, presidente de la Comisión Central de Supervisión y Auditoría y miembro del Presidium (reemplazó a Husák como Secretario General del KSČ en 1987).

Los conservadores se oponían a las reformas económicas y tenían una posición de dureza contra la disidencia. 
En 1981 el KSČ tenía 1.538.179 miembros (10% de la población).
El Partido continuó existiendo incluso después de la Revolución de Terciopelo de 1989. Cambió sus siglas oficiales por las de KSČS. Sin embargo, decidió disolverse tras la desaparición de Checoslovaquia el 31 de diciembre de 1992. Esto llevó a la formación de partidos sucesores tanto en la República Checa (Partido Comunista de Bohemia y Moravia, tercera fuerza política del país) como en Eslovaquia (Partido Comunista de Eslovaquia). Su organización juvenil a partir de la década de 1970 fue la Unión Socialista Checoslovaca de la Juventud (SSM).

### Nuevo partido tras 1995
En 1995 varios exmilitantes del KSČ crearon un nuevo partido, primero bajo el nombre de Partido de los Comunistas Checoslovacos y más tarde de nuevo adoptaron las siglas KSČ. El programa de este nuevo partido se basa en el restablecimiento de la República Socialista de Checoslovaquia. Su actual líder es Miroslav Štěpán, exsecretario del KSČ de Praga. Es una formación muy pequeña y con modestos resultados electorales.

## Organización

### Nacional
La organización del KSČ se basaba teóricamente en la concepción leninista del centralismo democrático:
- El órgano supremo del KSČ era el Congreso, que normalmente se celebraba cada cinco años en una sesión que duraba al menos una semana. Se hizo una excepción al respecto en el 14.º Congreso, que se celebró en agosto de 1968 bajo la dirección de Dubcek. Celebrado en semiclandestinidad en una fábrica de tractores en los primeros días de la ocupación soviética, este Congreso denunció dicha invasión. Posteriormente fue declarado ilegal, sus acuerdos borrados de los documentos del Partido y un segundo y legal 14.º Congreso fue celebrado en mayo de 1971. El 15.º Congreso se celebró en abril de 1976; el 16.º en abril de 1981; y el 17.º, en marzo de 1986. Teóricamente, el Congreso era responsable de las decisiones políticas básicas; en la práctica, sin embargo, era el Presidium del Comité Central quien detentaba las decisiones políticas y las responsabilidades. El Congreso meramente aprobaba los informes y directrices de la dirección. Los deberes estatutarios asignaban al Congreso incluso la determinación e las políticas internacionales y domésticas del Partido; la aprobación del programa y de los estatutos; y la elección del Comité Central y de la Comisión Central de Supervisión y Auditoría, así como el debate y aprobación de sus informes.

- Entre congresos, el Comité Central del KSČ era responsable de la dirección de las actividades del Partido y de la aplicación de las decisiones políticas generales. Los estatutos así mismo asignaban al CC las funciones de brazo primario de control del KSČ sobre los órganos de gobierno federales y de las repúblicas, sobre el Frente Nacional y las organizaciones sindicales, culturales y profesionales. Los militantes del Partido que tenían posiciones de liderazgo en estos organismos eran responsables directamente ante el CC. Así mismo, el Comité Central aprobaba todos los nombramientos para las posiciones importantes de gobierno y de partido y seleccionaba al editor jefe de Rudé právo, el órgano oficial del Partido. El CC generalmente se reunía en sesión completa al menos dos veces al año. En 1976, tenía 115 miembros titulares y 45 miembros candidatos, respectivamente. En 1986 sumaban 135 miembros titulares y 62 candidatos. En términos de composición, el CC normalmente incluía a los oficiales dirigentes del Partido y el gobierno, los altos oficiales del ejército y una selección de ciudadanos de reconocido prestigio.

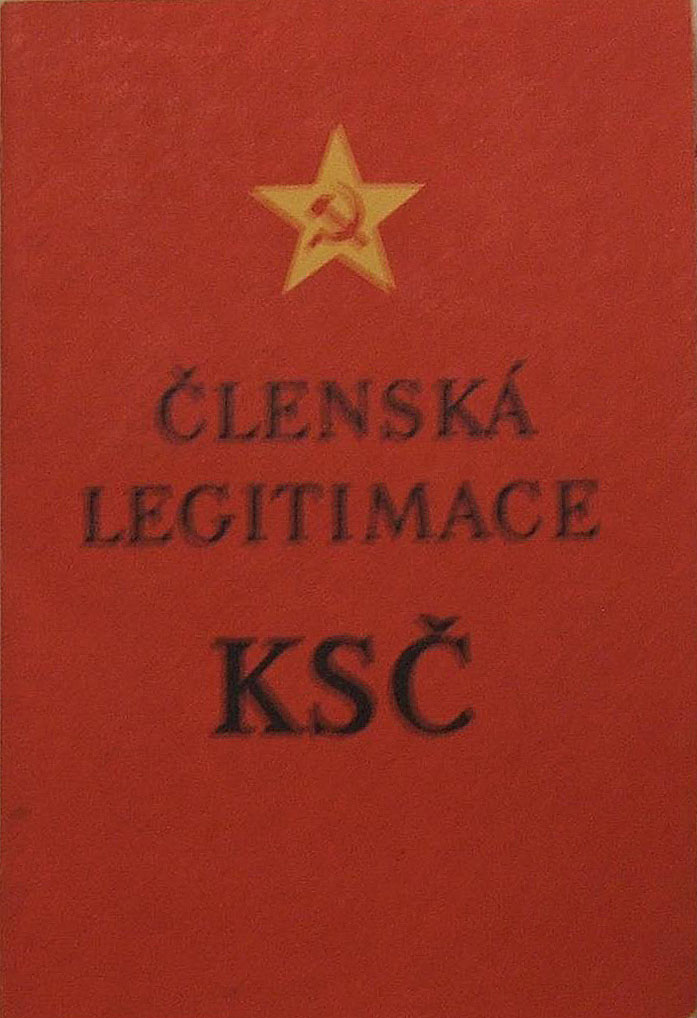
Carnet de militante del KSČ.

- El Comité Central, como el Congreso, raramente actuaba más allá de una fachada de las decisiones políticas tomadas por el Presidium del Comité Central del KSČ. Como una excepción a su dominio, cuando la lucha fraccional se desarrolló dentro del Presidium en 1968, el Comité Central asumió una importancia crucial en resolver la disputa y cesar al Primer Secretario, Novotný, a favor de Alexander Dubček. Generalmente, las decisiones que votaba el Comité Central se tomaban después de asegurar que la votación sería por unanimidad. El Presidium, que conducía el trabajo del Partido entre sesiones plenarias del CC, formalmente era elegido por este; en realidad, los más altos dirigentes del Partido determinaban su composición. En 1986, estaba conformado por 11 miembros de pleno derecho y 6 miembros candidatos.

- El Secretariado del Comité Central actuaba como la autoridad administrativa superior del Partido y era el nervio central del mecanismo de control extensivo del Partido. El Secretariado supervisaba la aplicación de las decisiones tomadas en el Presidium, controlaba los movimientos en la jerarquía del Partido, y dirigía el trabajo en el aparato del mismo y del gobierno. Bajo Gustáv Husák, la composición del Secretariado, como la del Presidium, permaneció prácticamente constante. Muchos secretarios eran así mismo miembros del Presidium.

- La Comisión Central de Supervisión y Auditoría jugaba un papel dual, supervisando la disciplina y las finanzas, pero en la práctica sin ningún control. Como órgano para el refuerzo de los estatutos del Partido, la Comisión frecuentemente utilizaba su poder para suspender o expulsar a militantes “disidentes”. Fue esta comisión la que dirigió las masivas purgas en la militancia del Partido durante la década de los 70. Sus miembros eran elegidos en cada Congreso (45 miembros en 1986). Estos miembros entonces elegían entre ellos un Presidente, un Vicepresidente y un pequeño Presidium. Las subunidades de la Comisión existían a nivel de república, regional y de distrito en la estructura del Partido.

- Otras Comisiones del KSČ en 1987 incluían la Comisión de Supervisión Popular, la Comisión de Agricultura y Alimentación, la Comisión Económica, la Comisión Ideológica y la Comisión Juvenil.

- En 1987 el Partido tenía 18 Departamentos (agitación y propaganda; agricultura; industria alimentaria; industria forestal; gestión del agua; cooperación con el Comecon; cultura; administración económica; economía; educación y ciencia; órganos estatales electos; relaciones económicas exteriores; combustibles y energía; industria; transportes y comunicaciones; asuntos internacionales; medios de comunicación; organización política; ciencia y tecnología; organizaciones sociales y comités nacionales; administración estatal; y departamento general).

- Así mismo bajo supervisión del CC existían dos centros de formación del Partido: la Escuela Avanzada de Políticas y el Instituto de Marxismo-Leninismo.

### República
A nivel de república la estructura del Partido difería de la organización gubernamental ya que existía el Partido Comunista de Eslovaquia (KSS) en la República Socialista Eslovaca pero no existía un referente en la República Socialista Checa. El KSS emergió tras la Segunda Guerra Mundial como formación diferenciada del KSČ, pero se reunificaron tras la toma del poder en 1948. El movimiento reformista de la década de 1960 defendía un retorno al sistema de partidos autónomos para las dos repúblicas. El Buró para la Conducción del Trabajo del Partido en las Tierras Checas fue creado como contraparte del KSS, pero fue suprimido tras la invasión de 1968 y en 1971 fue eliminado de los archivos del Partido. El puramente formal KSS permaneció, sin embargo, como una concesión a los eslovacos.

### Regional
El KSČ tenía diez subdivisiones regionales (siete en Chequia y tres en Eslovaquia), idénticas al kraje, las diez divisiones administrativas más importantes. Así mismo, sin embargo, los órganos municipales del Partido de Praga y Bratislava, debido a su tamaño, tenían también estatus regional dentro el KSČ. Las Conferencias Regionales elegían sendos Comités Regionales, que designaban un Secretario General, un número de secretarios y una Comisión Regional de Supervisión y Auditoría. 
Las unidades regionales se dividían en un total de 114 organizaciones de distrito (checo: okresní). Las Conferencias de Distrito se celebraban simultáneamente cada dos o tres años; en las mismas se elegía un Comité de Distrito que designaba un Secretariado encabezado por el Secretario de Distrito.

### Local
A nivel local, la estructura del KSČ se conformaba de acuerdo con lo que denominaba el principio territorial y de producción; las unidades básicas del Partido se organizaban en puestos de trabajo o en bloques donde al menos hubiese cinco militantes del KSČ. En empresas o comunidades donde las militancia fuera más numerosa, las unidades más pequeñas funcionaban bajo el mando de comités de ciudad, pueblo o fábrica. La autoridad más alta de la organización local era, teóricamente, la Asamblea de Militantes mensual, y asistir a ella era un deber básico de todo militante. Cada grupo seleccionaba su propia dirección, que consistía en un Presidente y uno o más secretarios. Así mismo elegía delegados a la conferencia de la unidad inmediatamente mayor, siendo esta la municipal (en el caso de grandes ciudades) o de distrito.

## Militancia
Tras asumir el poder en 1948, el KSČ tenía una de las militancias per cápita más numerosas del bloque socialista (11% de la población). El papel de la militancia era a menudo criticado por los ideólogos del Partido por contener un gran componente de elementos inactivos, oportunistas y contrarrevolucionarios. Estos cargos fueron usados en dos ocasiones: entre 1948 y 1950 y de nuevo entre 1969 y 1971, como pretexto para llevar a cabo masivas purgas en la militancia. En el primer caso, las grandes purgas estalinistas, costaron la militancia a cerca de 1 millón de afiliados; en el ascenso de la Primavera de Praga y la posterior invasión, cerca de medio millón de militantes o dimitieron o fueron expulsados del Partido. Las purgas después de la invasión de 1968 golpearon especialmente a los checos, los jóvenes, los trabajadores de cuello blanco y los intelectuales. Como resultado, el crecimiento fue especialmente alto entre la juventud y la clase obrera industrial durante la década de 1970. Los esfuerzos de la militancia en la década de 1980 se centraron en reclutar a personas política y profesionalmente bien cualificadas para ejercer un mayor activismo en aplicar el programa del Partido. Los dirigentes, durante el XVII Congreso del KSČ celebrado en 1986, urgieron el mayor crecimiento entre los trabajadores, la juventud y la mujer. 
La militancia en el KSČ se adquiría tras completar un periodo de un año como candidato a militante. Los candidatos no podían votar o ser elegidos para los comités del Partido. Así como candidatos a militante había también candidatos a la dirección del Partido desde el nivel local hasta el Presidium. Estos candidatos, miembros del Partido, eran considerados interinos en formación para la futura asunción de responsabilidades de dirección concretas. 

## Formación
La formación y entrenamiento de los militantes del Partido era una de las responsabilidades básicas de las organizaciones regionales y de distrito, y la mayor parte de la formación se aplicaba a estos niveles. Las unidades regionales y de distrito trabajaban con las organizaciones locales para celebrar programas de formación y determinar qué militantes podían participar en los cursos de estudio. En conjunto, el sistema de escuelas del Partido cambió poco desde que fue establecido en 1949. La organización de distrito o de ciudad celebraba clases semanales de marxismo-leninismo, Historia del comunismo, economía socialista y política del Partido en asuntos nacionales e internacionales.
Los militantes que se formaban para ocupar puestos como funcionarios del Partido estudiaban en seminarios en las escuelas de marxismo-leninismo establecidas en las zonas locales o en el Instituto de Marxismo-Leninismo, con sedes en Praga, Brno y Bratislava. El nivel más alto de formación del Partido era ofrecido en la Escuela Avanzada de Políticas, en Praga. Diseñada para formar a la élite de la dirección del Partido, su currículo de tres años tenía estatus oficial de programa universitario y era descrito como uno de los mejores programas de ciencias políticas de Europa Oriental. Estas instituciones estaban bajo la dirección del Comité Central del KSČ. 

## Composición social
Debido a que teóricamente el KSČ era el partido de vanguardia de los trabajadores, las preguntas sobre la composición u origen social de los miembros del Partido eran tomadas con un secretismo particular. El KSČ era normalmente reticente a precisar detalles sobre su militancia, y uno de los más delicados era qué parte del mismo pertenecía al proletariado. Las estadísticas oficiales incrementaban artificialmente el porcentaje de trabajadores industriales dentro de sus filas. Aun así, algunas cifras eran claras: la proporción de obreros en el KSČ estuvo en su máximo histórico (aproximadamente el 60% del total de militantes) tras la Segunda Guerra Mundial e inmediatamente antes de la toma del poder de 1948. Tras ese año, el porcentaje de obreros fue bajando progresivamente hasta situarse en un 25% en 1970. A comienzos de la década de los 70, los medios oficiales comenzaron a criticar el gran desajuste, afirmando que la estructura social y de clase de la militancia del Partido no es conforme al papel del mismo como vanguardia de la clase obrera. En la altamente industrializada Bohemia central, por citar un ejemplo, solo 1 de cada 35 obreros era militante del Partido, mientras 1 de cada 5 administradores lo era. En 1976, tras intensivos esfuerzos para ganar trabajadores industriales, el número de estos ascendió a un 33% de la militancia del KSČ, aproximadamente el nivel de 1962. En los años 80, debido a la necesidad de un desarrollo económico intensivo, el Partido relajó sus rígidas reglas sobre la prioridad de jóvenes obreros en las admisiones y permitió a los comités regionales y de distrito ser flexibles en su política de reclutamiento, mientras la proporción general de obreros no decayese. 
La edad media de los militantes evolucionó notablemente. A finales de los años 60, menos del 30% de los militantes eran menores de 35 años, cerca del 20% eran mayores de 60 años y el 50% eran mayores de 46 años de edad. Hubo un esfuerzo determinado por atraer militantes jóvenes a mediados y finales de los años 70; una estrategia era ganar a los hijos o parientes de los miembros del KSČ. El Partido envió cartas a los institutos y a los jefes de los padres, animando a sus hijos a afiliarse. Para comienzos de los años 80, aproximadamente un tercio de los militantes del KSČ eran menores de 35 años. En 1983 la media de edad de los cuadros dirigentes seguía estimándose en 50 años.

## Falta de actividad militante en las últimas décadas
Tanto en la década de 1970 como en la siguiente, los medios oficiales denunciaron la falta de devoción y actividad de los militantes a la hora de conseguir los objetivos del Partido. Las quejas se basaban en el rechazo de los militantes a desplegar banderas en las ventanas de sus casas en los días festivos, su falta de participación en las brigadas de trabajo voluntario, su falta de asistencia a las reuniones o las deudas en el pago de la cuota; una significativa minoría de los militantes tendía a minusvalorar sus ingresos (la base para calcular la cuota). En 1970, tras la purga de aproximadamente un tercio de la militancia, una media de al menos el 50% de los militantes que permanecieron asistía a las reuniones. Quizás solo un tercio de los militantes participaba regularmente en las actividades del KSČ. En 1983, una agrupación del distrito de Praga-Oeste era tan inactiva debido a las amonestaciones que tuvo que ser disuelta y sus militantes dispersos entre otras organizaciones. En parte, esta situación se explica por el descontento acumulado tras la invasión soviética y por otro lado por las graves purgas sufridas, que solían afectar especialmente a los militantes más abnegado, críticos y mejor formados políticamente, en lugar de a los oportunistas o carreristas. 

## El Partido como élite dominante
A pesar de la composición social del conjunto de la militancia del Partido, su dirección funcionaba efectivamente como una casta dominante. Como élite, era la que determinaba la movilidad o carrera de los políticamente más aptos. Los obreros quizá eran la minoría de la militancia, pero muchos miembros (estimados de un 50% a un 75%) comenzaron sus carreras como trabajadores. Aunque tendían a exagerar sus orígenes sociales, muchos funcionarios sí provenían de la clase obrera. Las políticas de privilegios sociales estaban extendidas entre la militancia. El KSČ ofrecía diversos programas educativos, tiendas especiales, hoteles, hospitales, mejores casas, acceso a visas para estudiar en el extranjero (especialmente en Occidente). Para cualquier puestos profesional, la militancia en el KSČ era una condición sine qua non para la promoción. Parte del declive en la proporción total en la militancia de los obreros industriales fue el rápido crecimiento en el número de intelectuales que se afiliaron tras la toma del poder. En los años 80, la mayoría de los directores de empresa, altos funcionarios de la administración pública y profesores universitarios eran miembros del KSČ.

## Líderes
El máximo dirigente del KSČ fue el Presidente (1945-1953), Primer Secretario (1953-1971) y Secretario General (1921-1945 y 1971-1989). 
| Núm. | Imagen | Nombre           | Comienzo                | Fin                     |
| ---- | ------ | ---------------- | ----------------------- | ----------------------- |
| 1.   |        | Václav Šturc     | 1921                    | 1922                    |
| 2.   |        | Alois Muna       | 1922                    | 1924                    |
| 3.   |        | Josef Haken      | 1924                    | 1925                    |
| 4.   |        | Bohumil Jílek    | 1925                    | 1929                    |
| 5.   |        | Klement Gottwald | 23 de febrero de 1929   | 14 de marzo de 1953     |
| 6.   |        | Antonín Novotný  | 14 de marzo de 1953     | 5 de enero de 1968      |
| 7.   |        | Alexander Dubček | 5 de enero de 1968      | 17 de abril de 1969     |
| 8.   |        | Gustáv Husák     | 17 de abril de 1969     | 17 de diciembre de 1987 |
| 9.   |        | Miloš Jakeš      | 17 de diciembre de 1987 | 24 de noviembre de 1989 |
| 10.  |        | Karel Urbánek    | 24 de noviembre de 1989 | 20 de diciembre de 1989 |
| 11.  |        | Ladislav Adamec  | 20 de diciembre de 1989 | 1990                    |
| 12.  |        | Vasil Mohorita   | 20 de diciembre de 1989 | 1990                    |

## Resultados electorales

### Cámara de Diputados de Checoslovaquia
| Fecha | Líder            | Votos                          | %                              | Diputados | +/-         | Estatus   |
| ----- | ---------------- | ------------------------------ | ------------------------------ | --------- | ----------- | --------- |
| 1925  | Josef Haken      | 934.223 (#2)                   | 13,14                          | 41/300    |             | Oposición |
| 1929  | Klement Gottwald | 753.220 (#4)                   | 10,20                          | 30/300    | 11          | Oposición |
| 1935  | Klement Gottwald | 849.495 (#4)                   | 10,32                          | 30/300    | Sin cambios | Oposición |
| 1946  | Klement Gottwald | 2.695.293 (#1)                 | 38,08                          | 114/300   | 84          | Gobierno  |
| 1948  | Klement Gottwald | como parte del Frente Nacional | como parte del Frente Nacional | 160/300   | 46          | Gobierno  |
| 1954  | Antonín Novotný  | como parte del Frente Nacional | como parte del Frente Nacional | 262/368   | 102         | Gobierno  |
| 1960  | Antonín Novotný  | como parte del Frente Nacional | como parte del Frente Nacional | 216/300   | 46          | Gobierno  |
| 1964  | Antonín Novotný  | como parte del Frente Nacional | como parte del Frente Nacional | 217/300   | 1           | Gobierno  |
| 1971  | Gustáv Husák     | como parte del Frente Nacional | como parte del Frente Nacional | 152/200   | 65          | Gobierno  |
| 1976  | Gustáv Husák     | como parte del Frente Nacional | como parte del Frente Nacional | 143/200   | 9           | Gobierno  |
| 1981  | Gustáv Husák     | como parte del Frente Nacional | como parte del Frente Nacional | 147/200   | 4           | Gobierno  |
| 1986  | Gustáv Husák     | como parte del Frente Nacional | como parte del Frente Nacional | 147/200   | Sin cambios | Gobierno  |
| 1990  | Ladislav Adamec  | 1.445.407 (#2)                 | 13,60                          | 23/150    | 124         | Oposición |
| 1992  | Jiří Svoboda     | 926.228 (#3)                   | 9,70                           | 19/150    | 4           | Oposición |

### Parlamento de Eslovaquia
| Fecha | Líder         | Votos        | %           | Diputados   | +/-         | Estatus     |
| ----- | ------------- | ------------ | ----------- | ----------- | ----------- | ----------- |
| 1928  | Matej Kršiak  | 190.595 (#3) | 14,42       | 5/54        |             | Oposición   |
| 1935  | Viliam Široký | 185.494 (#4) | 12,27       | 5/36        | Sin cambios | Oposición   |
| 1938  | Ilegalizado   | Ilegalizado  | Ilegalizado | Ilegalizado | Ilegalizado | Ilegalizado |

### Asamblea Checa
| Fecha | Líder            | Votos                     | %                         | Diputados | +/- | Estatus   |
| ----- | ---------------- | ------------------------- | ------------------------- | --------- | --- | --------- |
| 1968  | Alexander Dubček | Parte del Frente Nacional | Parte del Frente Nacional | 89/200    |     | Gobierno  |
| 1971  | Gustáv Husák     | Parte del Frente Nacional | Parte del Frente Nacional | 129/200   | 40  | Gobierno  |
| 1976  | Gustáv Husák     | Parte del Frente Nacional | Parte del Frente Nacional | 111/200   | 18  | Gobierno  |
| 1981  | Gustáv Husák     | Parte del Frente Nacional | Parte del Frente Nacional | 138/200   | 17  | Gobierno  |
| 1986  | Gustáv Husák     | Parte del Frente Nacional | Parte del Frente Nacional | 137/200   | 1   | Gobierno  |
| 1990  | Jiří Machalík    | 954.690 (#2)              | 13,24                     | 33/200    | 104 | Oposición |